# 青岛市科研院所列表
本表列出驻中华人民共和国山东省青岛市的国家级、省级科研院所和国家级、部级、省级、市级重点实验室。截至2015年底，青岛市共有国家级科研院所19所、省级科研院所6所、国家级重点实验室9家、部级重点实验室48家、省级重点实验室43家、市级重点实验室66家。

## 国家级科研院所
青岛市现有国家级科研院所19家。
| 实验室名称                                             | 依托单位                 | 成立时间 |
| ------------------------------------------------------ | ------------------------ | -------- |
| 中国水产科学研究院黄海水产研究所                       | 中国水产科学研究院       | 1947年   |
| 中国科学院海洋研究所                                   | 中国科学院               | 1950年   |
| 国家海洋局第一海洋研究所                               | 国家海洋局               | 1958年   |
| 中国农业科学院烟草研究所                               | 中国农业科学院           | 1958年   |
| 中车青岛四方车辆研究所                                 | 中国中车集团公司         | 1959年   |
| 中国科学院声学研究所北海研究站                         | 中国科学院               | 1961年   |
| 国土资源部青岛海洋地质研究所                           | 国土资源部               | 1964年   |
| 农业部中国动物卫生与流行病学中心（原农业部动物检疫所） | 农业部                   | 1979年   |
| 中国石化集团安全工程研究院                             | 中国石化集团             | 1979年   |
| 中国昊华化工集团公司海洋化工研究院                     | 中国昊华化工集团公司     | 1979年   |
| 中国科学院青岛生物能源与过程研究所                     | 中国科学院               | 2006年   |
| 中船重工第711研究所青岛分部                            | 中国船舶重工集团公司     |          |
| 中船重工第716研究所青岛分所（青岛自动化研究所）        | 中国船舶重工集团公司     |          |
| 中船重工第719研究所青岛分部                            | 中国船舶重工集团公司     |          |
| 中船重工第725研究所青岛分部                            | 中国船舶重工集团公司     |          |
| 中电集团第22研究所青岛分所                             | 中国电子科技集团公司     |          |
| 中电集团第41研究所青岛分所                             | 中国电子科技集团公司     |          |
| 中国钢铁研究总院青岛海洋腐蚀研究所                     | 中国钢铁研究总院         |          |
| 中国石油天然气华东设计院青岛高科石油天然气新技术研究所 | 中国石油天然气华东设计院 |          |

## 省级科研院所
青岛市现有省级科研院所6家。
| 实验室名称                                     | 依托单位           | 成立时间 |
| ---------------------------------------------- | ------------------ | -------- |
| 山东省科学院海洋仪器仪表研究所                 | 山东省科学院       | 1966年   |
| 山东省医科院眼科研究所                         | 山东省医学科学院   | 1991年   |
| 山东省农科院花生研究所                         | 山东省农业科学院   | 1959年   |
| 山东省海洋生物研究院（原山东省海水养殖研究所） | 山东省海洋与渔业厅 | 1950年   |
| 山东省纺织科学研究院                           | 山东省纺织行业办   | 1958年   |
| 山东省社会科学院海洋经济研究所                 | 山东省社会科学院   | 1979年   |

## 国家级重点实验室
青岛市现有国家级重点实验室9家。
| 实验室名称                       | 依托单位 | 成立时间 |
| -------------------------------- | --- | -------- |
| 重质油国家重点实验室             | 中国石油大学（华东） | 1989年   |
| 数字化家电国家重点实验室         | 海尔集团公司 | 2007年   |
| 数字多媒体技术国家重点实验室     | 海信集团有限公司 | 2007年   |
| 危险化学品安全控制国家重点实验室 | 中石化安全工程研究院 | 2007年   |
| 啤酒生物发酵工程国家重点实验室   | 青岛啤酒股份有限公司 | 2010年   |
| 海洋涂料国家重点实验室           | 海洋化工研究院 | 2010年   |
| 青岛海洋科学与技术国家实验室     | 中国海洋大学、中国科学院海洋研究所、国家海洋局第一海洋研究所、 农业部水科院黄海水产研究所、国土资源部青岛海洋地质研究所 | 2013年   |
| 海藻活性物质国家重点实验室       | 青岛明月海藻集团有限公司                                                                                                | 2015年   |
| 动物基因工程疫苗国家重点实验室   | 青岛易邦生物工程有限公司                                                                                                | 2015年   |

## 部级重点实验室
青岛市现有部级重点实验室48家。
| 实验室名称                                                | 依托单位                           | 成立时间 |
| --------------------------------------------------------- | ---------------------------------- | -------- |
| 中国科学院实验海洋生物学重点实验室                        | 中国科学院海洋研究所               | 1984年   |
| 电波环境特性及模化技术国防科技重点实验室                  | 中电集团第22研究所青岛分所         | 1993年   |
| 国家海洋局海洋环境科学与数值模拟重点实验室                | 国家海洋局第一海洋研究所           | 1997年   |
| 国家海洋局海洋生物活性物质重点实验室                      | 国家海洋局第一海洋研究所           | 1997年   |
| 电子测试技术重点实验室                                    | 中电集团第41研究所青岛分所         | 1998年   |
| 矿山测量重点实验室                                        | 山东科技大学                       | 1998年   |
| 物理海洋教育部重点实验室                                  | 中国海洋大学                       | 1999年   |
| 海水养殖教育部重点实验室                                  | 中国海洋大学                       | 2000年   |
| 国家海洋局海洋生态环境科学与工程重点实验室                | 国家海洋局第一海洋研究所           | 2001年   |
| 国家海洋局海洋沉积与环境地质重点实验室                    | 国家海洋局第一海洋研究所           | 2002年   |
| 海底科学与探测技术教育部重点实验室                        | 中国海洋大学                       | 2002年   |
| 海洋环境与生态教育部重点实验室                            | 中国海洋大学                       | 2002年   |
| 国家疯牛病参考实验室                                      | 中国动物卫生与流行病学中心         | 2002年   |
| 国家新城疫参考实验室                                      | 中国动物卫生与流行病学中心         | 2002年   |
| 中国科学院海洋生态与环境科学重点实验室                    | 中国科学院海洋研究所               | 2002年   |
| 橡塑材料与工程省部共建教育部重点实验室                    | 青岛科技大学                       | 2003年   |
| 材料电子理论研究室和材料界面实验室                        | 中国石油大学（华东）               | 2003年   |
| 海洋腐蚀与防护重点实验室                                  | 中国船舶重工集团公司第七二五研究所 | 2004年   |
| 海洋药物教育部重点实验室                                  | 中国海洋大学                       | 2004年   |
| 青岛市纤维新材料与现代纺织国家重点实验室培育基地          | 青岛大学                           | 2004年   |
| 矿山灾害预防控制教育部重点实验室                          | 山东科技大学                       | 2005年   |
| 海洋化学理论与工程技术教育部重点实验室                    | 中国海洋大学                       | 2005年   |
| 山东省眼科学重点实验室-省部共建国家重点实验室培育基地     | 山东省眼科研究所                   | 2006年   |
| 国家海洋局海洋溢油鉴别与损害评估技术重点实验室            | 国家海洋局北海分局                 | 2007年   |
| 海洋油气资源与环境地质重点实验室                          | 青岛海洋地质研究所                 | 2007年   |
| 生态化工省部共建教育部重点实验室                          | 青岛科技大学                       | 2007年   |
| 中国科学院海洋地质与环境重点实验室                        | 中国科学院海洋研究所               | 2007年   |
| 中国科学院海洋环流与波动重点实验室                        | 中国科学院海洋研究所               | 2007年   |
| 海岛（礁）测绘技术国家测绘地理信息局重点实验室            | 山东科技大学                       | 2008年   |
| 工业流体节能与污染控制省部共建教育部重点实验室            | 青岛理工大学                       | 2008年   |
| 海洋生物遗传学与育种教育部重点实验室                      | 中国海洋大学                       | 2008年   |
| 国家海洋局数据分析与应用重点实验室                        | 国家海洋局第一海洋研究所           | 2010年   |
| 青岛市生态化工重点实验室-省部共建国家重点实验室培育基地   | 青岛科技大学                       | 2010年   |
| 矿山灾害预防控制重点实验室-省部共建国家重点实验室培育基地 | 山东科技大学                       | 2010年   |
| 轮胎先进装备与关键材料国家工程实验室                      | 青岛科技大学                       | 2011年   |
| 农业部花生生物学与遗传育种重点实验室                      | 山东省花生研究所                   | 2011年   |
| 农业部水产动物营养与饲料重点实验室                        | 中国海洋大学                       | 2011年   |
| 烟草生物学与加工重点实验室                                | 中国农业科学院烟草研究所           | 2011年   |
| 农业部水产品质量安全检测与评价重点实验室                  | 中国水产科学研究院黄海水产研究所   | 2011年   |
| 中国科学院生物燃料重点实验室                              | 中国科学院青岛生物能源与过程研究所 | 2011年   |
| 农业部海洋渔业可持续发展重点实验室                        | 中国水产科学研究院黄海水产研究所   | 2011年   |
| 天然气水合物重点实验室                                    | 青岛海洋地质研究所                 | 2012年   |
| 布病专业实验室                                            | 中国动物卫生与流行病学中心         | 2012年   |
| 禽流感专业实验室                                          | 中国动物卫生与流行病学中心         | 2012年   |
| 中科院海洋环境腐蚀与生物污损重点实验室                    | 中科院海洋所                       | 2013年   |
| 中科院生物基材料重点实验室                                | 中科院青岛生物能源与过程研究所     | 2013年   |
| 农业部兔遗传育种重点实验室                                | 青岛康大外贸集团有限公司           | 2013年   |
| 农业部农药研发重点实验室                                  | 海利尔药业集团股份有限公司         | 2013年   |

## 省级重点实验室
青岛市现有部级重点实验室43家。
| 实验室名称                                   | 依托单位                             | 成立时间 |
| -------------------------------------------- | ------------------------------------ | -------- |
| 山东省海水养殖病害防治重点实验室             | 山东省海水养殖研究所                 | 1995年   |
| 山东省海洋环境监测技术重点实验室             | 山东省科学院海洋仪器仪表研究所       | 1998年   |
| 山东省眼科学重点实验室                       | 山东省眼科研究所                     | 1998年   |
| 山东省特种纺织品加工技术重点实验室           | 山东省纺织科学研究院                 | 1999年   |
| 山东省橡塑材料与工程重点实验室               | 青岛科技大学                         | 2004年   |
| 山东省矿业安全工程与环境保护重点实验室       | 山东科技大学                         | 2004年   |
| 山东省油藏地质重点实验室                     | 中国石油大学(华东)                   | 2004年   |
| 山东省腐蚀科学重点实验室                     | 中国科学院海洋研究所                 | 2005年   |
| 山东省花生重点实验室                         | 山东省花生研究所                     | 2007年   |
| 山东省工业控制技术重点实验室                 | 青岛大学                             | 2008年   |
| 山东省微复合材料重点实验室                   | 青岛大学                             | 2008年   |
| 山东省纤维新材料与现代纺织重点实验室         | 青岛大学                             | 2008年   |
| 山东省神经相关疾病的机制与防治重点实验室     | 青岛大学                             | 2008年   |
| 山东省聚合物高性能化及循环利用技术重点实验室 | 青岛科技大学                         | 2008年   |
| 山东省余热利用及节能装备技术重点实验室       | 青岛理工大学                         | 2008年   |
| 山东省机器人与智能技术重点实验室             | 山东科技大学                         | 2008年   |
| 山东省糖科学与糖工程重点实验室               | 中国海洋大学                         | 2008年   |
| 山东省海洋工程重点实验室                     | 中国海洋大学                         | 2008年   |
| 山东省渔业资源与生态环境重点实验室           | 中国水产科学研究院黄海水产研究所     | 2008年   |
| 山东省海洋生态环境与防灾减灾重点实验室       | 国家海洋局北海分局                   | 2009年   |
| 山东省代谢性疾病重点实验室                   | 青岛大学医学院附属医院               | 2009年   |
| 山东省多相流体反应与分离工程重点实验室       | 青岛科技大学                         | 2009年   |
| 山东省生化分析重点实验室                     | 青岛科技大学                         | 2009年   |
| 山东省高分子材料先进制造技术重点实验室       | 青岛科技大学                         | 2009年   |
| 山东省应用真菌重点实验室                     | 青岛农业大学                         | 2009年   |
| 山东省能源生物遗传资源重点实验室             | 中国科学院青岛生物能源与过程研究所   | 2009年   |
| 山东省基础地理信息与数字化技术重点实验室     | 山东科技大学                         | 2009年   |
| 山东省矿山机械工程重点实验室                 | 山东科技大学                         | 2009年   |
| 山东省沉积成矿作用与沉积矿产重点实验室       | 山东科技大学                         | 2009年   |
| 山东省土木工程防灾减灾重点实验室             | 山东科技大学                         | 2009年   |
| 山东省旱作农业技术重点实验室                 | 青岛农业大学                         | 2009年   |
| 山东省海洋焊接技术重点实验室                 | 山东省科学院海洋仪器仪表研究所       | 2011年   |
| 山东省日用消费品安全检测重点实验室           | 山东出入境检验检疫局检验检疫技术中心 | 2012年   |
| 山东省畜禽动物疫苗重点实验室                 | 青岛易邦生物工程有限公司             | 2014年   |
| 山东省数字医学与计算机辅助手术重点实验室     | 青岛大学附属医院、海信集团有限公司   | 2015年   |
| 山东省油气储运安全重点实验室                 | 中国石油大学（华东）                 | 2015年   |
| 山东省油田化学重点实验室                     | 中国石油大学（华东）                 | 2015年   |
| 山东省智慧矿山信息技术重点实验室             | 山东科技大学                         | 2015年   |
| 山东省高端轮胎装备智能制造技术重点实验室     | 软控股份有限公司                     | 2015年   |
| 山东省海藻活性物质重点实验室                 | 青岛明月海藻集团有限公司             | 2015年   |
| 山东省海洋渔业生物技术与遗传育种重点实验室   | 中国水产科学研究院黄海水产研究所     | 2015年   |
| 山东省海洋环境地质工程重点实验室             | 中国海洋大学                         | 2015年   |
| 山东省合成生物学重点实验室                   | 中国科学院青岛生物能源与过程研究所   | 2015年   |

## 市级重点实验室
青岛市现有市级重点实验室66家。
| 实验室名称                                     | 依托单位                                                                | 成立时间 |
| ---------------------------------------------- | ----------------------------------------------------------------------- | -------- |
| 青岛市海洋天然产物研究开发重点实验室           | 国家海洋局第一海洋研究所                                                | 2001年   |
| 青岛市新材料研究重点实验室                     | 青岛科技大学                                                            | 2001年   |
| 青岛市纳米技术重点实验室                       | 青岛科技大学                                                            | 2001年   |
| 青岛市工业信息化技术重点实验室                 | 青岛科技大学/高校软控公司                                               | 2001年   |
| 青岛市海洋酶工程重点实验室                     | 中国水产科学研究院黄海水产研究所                                        | 2001年   |
| 青岛市海洋药物重点实验室                       | 中国海洋大学                                                            | 2001年   |
| 青岛市海洋精细化工重点实验室                   | 中国海洋大学                                                            | 2001年   |
| 青岛市光学光电子重点实验室                     | 中国海洋大学                                                            | 2001年   |
| 青岛市纤维及纺织品工程重点实验室               | 青岛大学                                                                | 2001年   |
| 青岛市软件重点实验室                           | 青岛大学                                                                | 2001年   |
| 青岛市医药卫生技术重点实验室                   | 青岛大学                                                                | 2001年   |
| 青岛市海洋环境腐蚀与防护重点实验室             | 中国科学院海洋研究所                                                    | 2001年   |
| 青岛市海洋生物技术重点实验室                   | 中国科学院海洋研究所                                                    | 2001年   |
| 青岛市农业生物技术重点实验室                   | 青岛市农科院/山东省花生研究所                                           | 2002年   |
| 青岛市新型环保技术重点实验室                   | 青岛理工大学                                                            | 2002年   |
| 青岛市机械设计与制造技术重点实验室             | 青岛理工大学/四方机车股份有限公司/青岛捷能汽轮机股份有限公司/           | 2003年   |
| 青岛市网络家电技术重点实验室                   | 海尔集团公司                                                            | 2003年   |
| 青岛市智能信息系统重点实验室                   | 海信集团有限公司                                                        | 2003年   |
| 青岛市现代分析技术及中药标准化重点实验室       | 国家海洋局第一海洋研究所                                                | 2003年   |
| 青岛市现代生物工程及动物疫病研究重点实验室     | 中国动物卫生与流行病学中心                                              | 2004年   |
| 青岛市智能控制与机器人技术重点实验室           | 山东科技大学                                                            | 2004年   |
| 青岛市现代农业质量与安全工程重点实验室         | 青岛农业大学                                                            | 2005年   |
| 青岛市生态化工重点实验室                       | 青岛科技大学                                                            | 2006年   |
| 青岛市高速列车技术重点实验室                   | 南车四方机车车辆股份有限公司                                            | 2007年   |
| 青岛市常见病重点实验室                         | 青岛市市立医院/青岛大学医学院附属医院                                   | 2007年   |
| 青岛市海洋涂层及功能材料重点实验室             | 海洋化工研究院                                                          | 2007年   |
| 青岛市致盲性眼病防治重点实验室                 | 山东省眼科研究所                                                        | 2007年   |
| 青岛市啤酒酿造技术重点实验室                   | 青岛啤酒股份有限公司                                                    | 2007年   |
| 青岛市海水鱼类种子工程与生物技术重点实验室     | 中国水产科学研究院黄海水产研究所                                        | 2008年   |
| 青岛市新能源与节能技术重点实验室               | 青岛理工大学                                                            | 2008年   |
| 青岛市太赫兹技术重点实验室                     | 山东科技大学                                                            | 2009年   |
| 青岛市主要农作物种质创新与应用重点实验室       | 青岛农业大学                                                            | 2009年   |
| 青岛市脑功能与疾病重点实验室                   | 青岛大学                                                                | 2010年   |
| 青岛市药物代谢动力学重点实验室                 | 青岛市市立医院                                                          | 2010年   |
| 青岛市肿瘤生物治疗重点实验室                   | 青岛市中心医院                                                          | 2010年   |
| 青岛市非晶合金重点实验室                       | 青岛云路新能源科技有限公司                                              | 2010年   |
| 青岛海藻综合加工重点实验室                     | 青岛明月海藻集团有限公司                                                | 2011年   |
| 青岛市消化疾病重点实验室                       | 青岛市市立医院                                                          | 2011年   |
| 青岛市甲状腺病重点实验室                       | 青岛大学医学院附属医院                                                  | 2011年   |
| 青岛市高血压病重点实验室                       | 青岛大学医学院附属医院                                                  | 2011年   |
| 青岛市页岩油气勘探开发重点实验室               | 中国石油大学（华东）                                                    | 2012年   |
| 青岛市畜禽疫苗重点实验室                       | 青岛易邦生物工程有限公司                                                | 2012年   |
| 青岛市畜禽营养重点实验室                       | 青岛市畜牧兽医研究所                                                    | 2012年   |
| 青岛市太阳能与储能技术重点实验室               | 中国科学院青岛生物能源与过程研究所                                      | 2012年   |
| 青岛市化工火灾预防与安全重点实验室             | 青岛科技大学                                                            | 2012年   |
| 青岛市海洋耐磨蚀材料重点实验室                 | 山东科技大学                                                            | 2012年   |
| 青岛市海洋可再生能源重点实验室                 | 中国海洋大学                                                            | 2012年   |
| 青岛市宫颈病重点实验室                         | 青岛大学                                                                | 2012年   |
| 青岛市海陆地理信息集成与应用重点实验室         | 青岛市勘察测绘研究院                                                    | 2012年   |
| 青岛市页岩油气增产地质与开采工程技术重点实验室 | 青岛科技大学/青岛金王集团有限公司/山东科技大学/青岛瑞信石油设备有限公司 | 2012年   |
| 青岛市动物饲料安全重点实验室                   | 山东新希望六和集团有限公司                                              | 2012年   |
| 青岛市岩土力学与近海地下工程重点实验室         | 青岛理工大学                                                            | 2014年   |
| 青岛市物联网与软件技术重点实验室               | 山东科技大学                                                            | 2014年   |
| 青岛市石油机械工程重点实验室                   | 中国石油大学（华东）                                                    | 2014年   |
| 青岛市环海油气储运技术重点实验室               | 中国石油大学（华东）                                                    | 2014年   |
| 青岛市园艺植物遗传改良与育种重点实验室         | 青岛农业大学                                                            | 2014年   |
| 青岛市噪声与振动控制重点实验室                 | 中国科学院声学研究所北海研究站                                          | 2014年   |
| 青岛市浅海底栖渔业增殖重点实验室               | 山东省海洋生物研究院                                                    | 2014年   |
| 青岛市泌尿系统疾病重点实验室                   | 青岛大学附属医院                                                        | 2014年   |
| 青岛市内分泌糖尿病重点实验室                   | 青岛内分泌糖尿病医院暨内分泌代谢病研究院                                | 2014年   |
| 青岛市呼吸道与肠道病毒防控重点实验室           | 山东省青岛市疾病预防控制中心                                            | 2014年   |
| 青岛市轮胎新材料重点实验室                     | 怡维怡橡胶研究院有限公司                                                | 2014年   |
| 青岛市酶制剂制备与生物催化重点实验室           | 青岛蔚蓝生物集团有限公司                                                | 2014年   |
| 青岛市动物微生态及生理效应重点实验室           | 青岛中仁动物药品有限公司                                                | 2014年   |
| 青岛市超低温制冷技术重点实验室                 | 澳柯玛股份有限公司                                                      | 2014年   |
| 青岛市水质保障与水资源开发利用重点实验室       | 青岛水务集团有限公司                                                    | 2014年   |